# Toon van den Enden
Toon van den Enden (Rotterdam 4 mei 1911 – aldaar 8 juli 1975) was een Nederlands voetbaltrainer, die onder andere actief was voor Sparta Rotterdam en Telstar.

## Sparta Rotterdam en Sportclub Enschede
Van den Enden had een succesvolle actieve voetbalcarrière voor hij trainer werd. Hij was trainer van VV Baronie en de Rotterdamse voetbalclubs RFC en VOC, voor hij in 1944 het trainerschap van Sparta Rotterdam overnam van Adriaan Koonings, die de club 14 jaar geleid had en vertrok naar Willem II. Nadat de competitie, na het stilleggen ervan in het laatste oorlogsjaar werd hervat, bereikte hij in 1946 de derde plaats van de eerste klasse. In de zomer van 1948 vertrok hij voor naar Sportclub Enschede.
Nadat Sparta in twee-en-een-half jaar met George Hall, Doug Livingstone en Walter Crook drie Britse trainers versleet, werd hij in december 1950 opnieuw aangesteld als trainer van Sparta. In het seizoen 1951-1952 behaalde Van den Enden de tweede plaats van de Eerste Klasse C en in het seizoen 1952-1953 werd hij kampioen. In september 1953 opende hij een eigen sportcentrum aan de Tidemanstraat 81 in Rotterdam-West. Later opende hij ook een café en startte hij een schildersbedrijf. Na afloop van het seizoen 1954-1955 eindigde Van den Enden met Sparta op de tweede plaats van de Eerste Klasse C. In de zomer van 1955 werd de eerste professionele voetbalcompetitie opgezet. De Rotterdamse club wilde dit avontuur echter niet aan gaan met Van den Enden, die werd vervangen door Denis Neville.

## Xerxes en SVV
Toch zou Van den Enden actief worden in het profvoetbal. In de zomer van 1955 tekende Van den Enden een contract bij het Rotterdamse Xerxes, waarmee hij op profniveau uitkwam in de Eerste Klasse D. Hij kreeg hier de vrije hand en wist het team, ondanks een kleine selectie en geldproblemen, goed op de rails de krijgen. Hij eindigde dat seizoen op de vierde plaats met slechts 18 tegendoelpunten, waarmee de ploeg promoveerde naar de nieuw opgerichte eerste divisie. Dat seizoen maakte Van den Enden tevens een studiereis naar Arsenal FC, waar Tom Whitacker trainer was, om de professionele voetbalcultuur te bestuderen.
In de zomer van 1956 stapte Van den Enden over naar het Schiedamse SVV, dat juist gedegradeerd was uit de hoofdklasse. Financieel was er meer mogelijk bij de club en Van den Enden kreeg zelfs een transferbudget. Van den Enden wist met SVV niet te promoveren naar de eredivisie en in de zomer van 1957 werd hij vervangen door oud-international Arie de Vroet.
Na enige tijd zonder club te hebben gezeten keerde Van den Enden in december 1959 als manager op amateurbasis terug bij Xerxes. Het lukte Van den Enden niet het kwakkelende team uit de degradatiezone te houden. Eind april 1960 werd hij, na onenigheid met het bestuur, ontslagen.

## Zwolsche Boys en DWS
In oktober 1960 tekende Van den Enden een contract bij Zwolsche Boys, dat uitkwam in de tweede divisie. Na een jaar verruilde hij deze club voor het Amsterdamse DWS, waarmee hij uitkwam in de eredivisie. Met de Amsterdamse club degradeerde hij, waarna hij werd ontslagen.

## VSV, Telstar en FC Zaanstreek
Kort voor de start van het seizoen 1962-1963 tekende Van den Enden een contract bij VSV uit IJmuiden-Oost, dat net gedegradeerd was naar de tweede divisie. Dat seizoen promoveerde Van den Enden met de club terug naar de eerste divisie. In de zomer fuseerde de club met IJ.V.V. Stormvogels tot Telstar en koos het nieuwe bestuur Van den Enden als eerste trainer. Van den Enden tekende een contract waarmee hij 17,5 duizend gulden per jaar zou verdienen.
Met Telstar maakte Van den Enden snel furore. Dat seizoen werd Van den Enden tweede in de eerste divisie, waarmee de club uit IJmuiden direct in het eerste jaar van zijn bestaan promoveerde naar de eredivisie. Van den Enden was echter minder gelukkig bij de club, omdat het bestuur zich bemoeide met zijn opstelling en hem dwong de lokale jeugdspeler Ted Immers op te stellen in plaats van Jan Allart, die zijn voorkeur had. Daarnaast vond Van den Enden dat zijn team niet rijp was voor deelname aan de eredivisie. In mei 1964 besloot Van den Enden zijn contract in te leveren. Directe aanleiding van de ontslagaanvraag, was het aanstellen van een assistent-trainer buiten Van den Endens weten om. Hoewel de club zijn ontslag aanvankelijk weigerde, besloten zij na beraad het ontslag toe te kennen. Hierna besloot hij zich voorlopig te richten op de bar-dancing de Togo Club, die hij met zijn vrouw oprichtte in zijn voormalige sportcentrum in Rotterdam-West.
In de zomer van 1965 startte als trainer van FC Zaanstreek, dat uitkwam in de tweede divisie. Bij FC Zaanstreek trof Van den Enden een bende aan. De gemeente Koog aan de Zaan had in de ambitie betaald voetbal te spelen een stadion voor 12 duizend bezoekers gerealiseerd, maar had verzuimd een oefenveld te maken. Hierdoor werd de Van den Enden gedwongen zijn trainingen op allerlei gastlocaties in de regio af te werken. Zo vonden er trainingen plaats in sporthallen, gehuurde velden van bevriende clubs in Beverwijk en Castricum en op het strand. Hierna liet Van den Enden zijn selectie van ellende maar trainen op een veldje nabij het stadion, waarna hij in conflict kwam met de amateurclub KFC en de selectie tot tweemaal toe werd weggestuurd door de politie. Hierna verschoven de trainingen naar een betegeld jeugdvoetbalpleintje in het dorp, wat diverse blessures tot gevolg had. "Een lijdensweg," omschreef Van den Enden het. Na zeven maanden had hij er genoeg van en bood hij zijn ontslag aan.

## Degradatievechter
Enkele weken na zijn ontslag bij FC Zaanstreek werd Van den Enden door het bestuur van Telstar, dat ondanks de voorspellingen van Van den Enden, nog altijd in de eredivise uitkwam, verzocht de trainingen over te nemen, omdat de resultaten onder de Roemeen Olivér Gáspár tegenvielen. Van den Enden wist de club in de eredivisie te houden en in de zomer werd hij afgelost door Piet de Visser.
Een jaar later, in februari 1967, werd Van den Enden wederom gevraagd een kwakkelende eredivisieclub van degradatie te redden. Ditmaal klopte Willem II aan bij de ervaren oefenmeester. Van den Enden slaagde in Tilburg echter niet in zijn opdracht. Hij kreeg het elftal niet op de rails en hekelde openlijk de inzet van diverse spelers. Hij eindigde met de club op de laatste plaats van de eredivisie, waarna directe degradatie naar de eerste divisie volgde. Die zomer vertrok hij bij de ploeg en werd opgevolgd voor oud-trainer Jaap van der Leck. Eind 1968 stond hij De Stormvogels bij, tijdens hun promotie naar de eerste klasse.
In mei 1969 werd hij wederom benaderd door Telstar, om de taak van Piet de Visser weer over te nemen en de club te behouden voor de eredivisie. Het schrikeffect werkte, want de club eindigde op de 14e positie en speelde ook het seizoen erna in de eredivisie. Hierna werd hij voor vast aangesteld. Onomstreden was zijn aanstelling echter niet, vier spelers lieten zich direct op de transferlijst plaatsen na de aanstelling van Van den Enden. De revolte werd gestuit door de aanstelling van de jonge trainer Jan Rab, die de club werd aanbevolen door bondscoach Georg Keßler, waarna Van den Enden werd weggepromoveerd naar de rol van technisch adviseur. Enkele weken later werd het contract met Van den Enden afgekocht voor zo'n 3 duizend gulden.
In april 1970 werd Van den Enden wederom gevraagd een club bij te staan in degradatienood. Ditmaal was het Neptunus, dat zich meldde bij de ervaren coach. Van den Enden kreeg bij de club de rol van mental coach naast hoofdtrainer Ton van Ede die eerder onder Van den Enden speelde, een rol die echter steeds meer opschoof naar die van hoofdcoach. Ook bij Neptunus wist Van den Enden de selectie weer vlot op het goede spoor te krijgen. Na twee beslissingswedstrijden tegen het Gorkumse Unitas, bleef de ploeg behouden voor de eerste klasse. Hierna legde Van den Enden zijn taak weer neer. Als dank voor zijn verdiensten, die hij pro Deo verrichtte, ontving hij bij zijn afscheid een gouden horloge. Hierna kende Van den Enden enkele zakelijke tegenslagen en was hij gedwongen zijn bar-dancing te verkopen. Hij trok zich hierop met zijn gezin terug op zijn boot.
Op 1 december 1972 keerde Van den Enden terug bij Neptunus, dat wederom sportieve problemen kende. Van den Enden werd dit maal als technisch adviseur aangesteld tot het eind van het seizoen. Van den Enden voerde direct enkele wijzigingen door in het elftal, wat kwaad bloed zette bij diverse betrokkenen. Twee weken later leverde Van den Enden zijn contract bij de club uit Schiebroek alweer in, nadat hij bekritiseerd werd door enkele bestuursleden en spelers om enkele oud-spelers van de club terug te halen bij het eerste elftal. Het bleek de laatste stunt van Van den Enden te zijn geweest. Hierna werd zijn naam nog regelmatig genoemd bij diverse clubs, maar kwam het niet meer tot een aanstelling.
Op dinsdag 8 juli 1975 overleed Van den Enden op 64-jarige leeftijd in het Sint Franciscus Gasthuis in Rotterdam, waar hij toen al enige tijd opgenomen was geweest met een ongeneeslijke ziekte. Zijn crematie vond plaats op vrijdag 11 juli in Rotterdam-Zuid.

## Persoonlijk
Van den Enden noemde zich een "oefenmeester uit roeping". Hij stond bekend als een trainer die altijd in pak, inclusief stropdas, op het trainingsveld stond. Van den Enden zag oud-PSV trainer Sam Wadsworth als zijn leermeester.
Toon van den Enden was getrouwd met Gonnie, met wie hij in 1964 samen de bar-dancing Togo Club startte. De Togo Club was gevestigd aan de Tidemanstraat 81 in Rotterdam-West. De naam Togo is een samentrekking van hun eerste namen Toon en Gonnie. Naast voetbaltrainer was Van der Enden een verdienstelijk biljarter. Zo werd hij in 1959 ongeslagen kampioen driebanden in het district Rotterdam. Ook was hij als coach actief in de cricketwereld. Cor van der Gijp nam als trainer een voorbeeld aan Van den Ende.

## Erelijst
VSV
| Nationaal      |    |         |
| Tweede divisie | 1x | 1962/63 |